# Uniqa Insurance Group
Die Uniqa Insurance Group AG (Eigenschreibweise UNIQA Insurance Group AG; vormals Uniqa Versicherungen AG; kurz Uniqa) ist die Dachgesellschaft eines der größten österreichischen Versicherungskonzerne, der Uniqa Group (Eigenschreibweise UNIQA Group). Die Gesellschaft betreibt das indirekte Geschäft für die operativen Versicherungsgesellschaften des Konzerns und ist zentraler Rückversicherer. Die Konzernzentrale befindet sich im Uniqa Tower in Wien.
Die Uniqa Group ist mit rund 40 operativen Versicherungsgesellschaften in 14 europäischen Ländern als Versicherer tätig. Ende 2024 betreute die Uniqa Group mehr als 17 Millionen Kunden mit einem verrechneten Prämienvolumen unter Berücksichtigung der Sparanteile der fonds- und der indexgebundenen Lebensversicherung von 7,84 Milliarden Euro und beschäftigte durchschnittlich 21.000 Mitarbeiter und exklusive Vertriebspartner. Per Jahresende 2024 betrug die Bilanzsumme des Konzerns 28,53 Milliarden Euro, das Ergebnis vor Steuern 441,9 Millionen Euro. Die Combined Ratio netto lag bei 93,1 %. Diese Kennzahl gibt das Verhältnis von Schaden- und Betriebskosten zu den verdienten Prämien an und zeigt, wie wirtschaftlich ein Versicherer arbeitet.

## Geschichte

### Bis 1990
1922 wurde mit der Gründung der Versicherungsanstalt der österreichischen Bundesländer („Bundesländer-Versicherung“) der Grundstein für die heutige UNIQA Insurance Group gelegt. 1975 beteiligte sich die Bundesländer-Versicherung an der 1811 gegründeten Salzburger Landes-Versicherung. Diese wurde bis 2016 als 100-prozentige Tochtergesellschaft geführt.
1988 kam es zu Strafprozessen gegen den vorherigen Generaldirektor Kurt Ruso.  Die Schadenssumme durch Auszahlungen aufgrund fingierter Schadensmeldungen betrug etwa 150 Millionen Schilling. Er wurde im Juni 1988 zu sieben Jahren Haft und zur Rückzahlung von 131 Millionen Schilling verurteilt.
Im Fall Lucona verweigerte die Bundesländer-Versicherung die Auszahlung der Versicherungssumme, und Ruso sagte im Strafprozess aus, dass deshalb auf ihn Druck ausgeübt worden sei.

### 1991 bis 2010
1993 kam es zur Verschränkung der Bundesländer-Versicherung mit der Raiffeisen Versicherung, die bis heute eine eigenständige Vertriebsmarke von Uniqa Österreich ist. 1997 wurde die BARC bestehend aus Bundesländer-, Austria-, Raiffeisen- und Collegialität Versicherung gegründet. Die Austria-Collegialität Österreichische Versicherung AG war ein von 1991 bis 1997 bestehendes Versicherungsunternehmen, entstanden aus der Fusion von Austria (mit Vorläufern bis 1860 zurückreichend) und Collegialität (gegründet 1899). 1999 wurde die heutige UNIQA Insurance Group AG gegründet. Sie ist die Dachgesellschaft für die 100%igen Töchter UNIQA Österreich Versicherungen AG und UNIQA International AG der Versicherungsgruppe und agiert als zentraler Rückversicherer. Im Jahr 2000 und in den Folgejahren übernahm, erwarb oder gründete die Uniqa Insurance Group sukzessive weitere Versicherungsgesellschaften in diversen europäischen Ländern. 2004 wurde der Uniqa Tower in Wien eröffnet. Weiters zählte der Erwerb der deutschen Mannheimer AG Holding zu den wichtigen Meilensteinen des Jahres.

### Seit 2011
Am 1. Juli 2011 übernahm ein neues Vorstandsteam unter Führung von Andreas Brandstetter die Leitung der Uniqa Insurance Group und startete das Programm Uniqa 2.0 mit Unterstützung der Kernaktionäre. Im April 2012 wurde der Verkauf der an der Mannheimer AG Holding gehaltenen Mehrheitsbeteiligung an den Continentale Versicherungsverbund rechtlich vollzogen. Im Mai 2013 stieg Uniqa Österreich zur größten Versicherung am heimischen Markt auf. Im Oktober 2013 wurde das Serbien- und Kroatiengeschäft der Bâloise für 75 Millionen Euro übernommen, womit das bestehende Geschäft der Uniqa in diesen Ländern gestärkt wurde. Im selben Jahr führte die Uniqa Group eine Kapitalerhöhung durch. Es wurden 88 Mio. junge Aktien zuzüglich 6,65 Mio. Mehrzuteilungsaktien ausgegeben, die 757 Millionen Euro Bruttoerlös einbrachten. Der Streubesitz stieg von zuvor 6,9 auf 35,4 Prozent. Die UNIQA Insurance Group AG wurde am 24. März 2014 in den Leitindex der Wiener Börse, den ATX, aufgenommen. Im Jänner 2016 startete die Uniqa Insurance Group das größte Investitionsprogramm der Firmengeschichte in Höhe von rund 500 Millionen Euro. Im Oktober 2016 wurden die bisherigen Tochtergesellschaften Finance Life, Raiffeisen Versicherung und Salzburger Landes-Versicherung in die Uniqa Österreich fusioniert. Im Dezember 2016 beschloss das Unternehmen den Verkauf der italienischen Konzerngesellschaften. Im Dezember 2017 übernahm Kurt Svoboda den Vorstandsvorsitz von UNIQA Österreich Versicherungen AG. 2018 verkaufte Uniqa ihren 11,4-prozentigen Anteil an den Casinos Austria an die tschechische Sazka-Gruppe. Im Jahr 2018 wurde die Richtlinie für Responsible Investments und damit der Ausstieg aus dem Kohlegeschäft beschlossen. Als erster Versicherer wurde Uniqa in Österreich mit dem Ögut Nachhaltigkeitszertifikat in Bronze ausgezeichnet. Im Februar 2020 erwarb Uniqa die Tochterunternehmen von Axa in Polen, Tschechien und der Slowakei für eine Milliarde Euro. Die Akquisition wurde im Juli 2020 von der EU-Kommission genehmigt und im Oktober 2020 als größter Zukauf der Unternehmensgeschichte abgeschlossen. Im Juni 2025 hat die UNIQA Insurance Group AG den Verkauf ihrer Gesellschaften in Albanien, Kosovo und Nordmazedonien abgeschlossen. Das Unternehmen gib an, sich mit diesem Schritt noch stärker auf die Kernmärkte in Zentral- und Osteuropa zu konzentrieren.

## Unternehmensstruktur
Die Uniqa Insurance Group hat seit Juni 2016 drei statt fünf Vorstände. Im Jahr 2016 wurden die vier Unternehmen Uniqa Österreich, Raiffeisen Versicherung, Salzburger Landesversicherung und FinanceLife Lebensversicherung verschmolzen, wobei die UNIQA Österreich Versicherungen AG als aufnehmende Gesellschaft fungiert. 2020 wurden die drei großen Gesellschaften am Standort Österreich, nämlich die börsennotierte UNIQA Insurance Group AG sowie ihre beiden Tochtergesellschaften UNIQA Österreich Versicherungen AG und UNIQA International AG in einer Gesellschaft zusammengeführt (Fusion). Uniqa Insurance Group hat seit Juli 2024 sieben Mitglieder des Vorstandes.

### Kennzahlen
|                                                                         | 2022     | 2021     | 2020     | 2019     | 2018     | 2017     |
| ----------------------------------------------------------------------- | -------- | -------- | -------- | -------- | -------- | -------- |
| Verrechnete Prämien (Mio. Euro)                                         | 6.605,2  | 6.358,0  | 5.565,3  | 5.372,6  | 5.309,5  | 5.293,3  |
| Erträge (netto) aus nach der Equity-Methode bilanzierten Kapitalanlagen | 405,7    | 648,0    | 505,4    | 585,2    | 585,0    | 572,1    |
| Ergebnis vor Steuern                                                    | 421,7    | 382,3    | 57,1     | 232,0    | 294,6    | 264,6    |
| Kapitalanlagen                                                          | 18.425,6 | 21.785,0 | 22.319,2 | 20.624,8 | 19.337,1 | 20.059,2 |
| Bilanzsumme                                                             | 28.196,2 | 31.547,8 | 31.908,0 | 28.728,4 | 28.616,2 | 28.743,9 |
| Durchschnittliche Anzahl der Mitarbeiter                                | 14.515   | 14.849   | 13.408   | 13.038   | 12.818   | 12.839   |

Am 1. Janner 2023 sind mit IFRS 9 (Finanzinstrumente) und IFRS 17 (Versicherungsverträge) zwei neue internationale Rechnungslegungsstandards in Kraft getreten. Die Konzernkennzahlen für das Jahr 2023 sind:
|                                                | 2024     | 2023     |
| ---------------------------------------------- | -------- | -------- |
| Verrechnete Prämien (Mio. Euro)                | 7.839,7  | 7.185,6  |
| Ergebnis vor Steuern                           | 441,9    | 426,4    |
| Kapitalanlagen                                 | 20.725,5 | 20.431,9 |
| Bilanzsumme                                    | 28.532,1 | 28.151,0 |
| Durchschnittliche Anzahl der Mitarbeiter (FTE) | 15.131   | 14.629   |

## Management
Die Uniqa Insurance Group AG ist die Konzernobergesellschaft der Uniqa Group und agiert als zentraler Rückversicherer. Das Unternehmen notiert an der Wiener Börse. Zum Vorstand gehören Andreas Brandstetter (als Vorstandsvorsitzender seit 1. Juli 2011), Erik Leyers (Chief Operating Officer) und Kurt Svoboda (Chief Financial and Risk Officer). Uniqa ist mit über 40 Gesellschaften in 14 Ländern in Zentral- und Osteuropa präsent. Der Sitz der Holding ist in Wien.
Mit 1. Juni 2022 übernahm Ivana Stark die Leitung der UNIQA Re AG in Zürich und folgt damit Sylvia de Fluiter. Carsten Abraham hat im Mai 2019 als neuer CEO die Leitung der Uniqa Liechtenstein übernommen. Im Mai 2020 wurde Johann Strobl in den Aufsichtsrat von Uniqa Insurance Group gewählt. Erwin Hameseder schied mit Beendigung der ordentlichen Hauptversammlung am 25. Mai 2020 aus dem Aufsichtsrat aus. Seit 6. Juni 2023 ist Burkhard Gantenbein Aufsichtsratsvorsitzender und folgte damit Walter Rothensteiner.

## Geschäftsbereiche
Die Uniqa Group bietet über ihre operativen Einheiten Versicherungen aller Sparten an, wobei die Schaden- und Unfallversicherung nach Prämien betrachtet die größte Sparte darstellt. Im Jahr 2024 erbrachte dieses Segment verrechnete Prämien in der Höhe von 4,68 Milliarden. Dahinter liegt die Lebensversicherung verrechneten Prämien inklusive der Sparanteile der fonds- und der indexgebundenen Lebensversicherung in der Höhe von 1,63 Milliarden Euro. Drittgrößte Sparte der Uniqa Group ist die Krankenversicherung mit verrechneten Prämien von 1,53 Milliarden Euro.
Im Jahr 2024 wurde das Unternehmen UNIQA Sustainable Business Solutions gegründet, das in Österreich, Polen, Tschechien und der Slowakei tätig ist. Die Tochtergesellschaft begleitet Unternehmenskunden bei Risikofragen, der nachhaltigen Transformation und bei ESG-Themen.

## Aktionärsstruktur
Die Aktionärsstruktur der Uniqa Insurance Group AG:
| Grundkapital                                      | 309,0 Mio. Euro  |
| Aktien                                            | 309,0 Mio. Stück |
| Aktionäre                                         | Anteil           |
| Uniqa Versicherungsverein Privatstiftung (Gruppe) | 49,0 %           |
| Streubesitz                                       | 36,4 %           |
| RZB Versicherungsbeteiligung GmbH (RBI Gruppe)    | 10,9 %           |
| Collegialität Versicherungsverein Privatstiftung  | 3,0 %            |
| Eigene Aktien                                     | 0,7 %            |

Stand: 31. Dezember 2021

## Sponsoring
Im Sportsponsoring unterstützt das Unternehmen den Österreichischen Skiverband (ÖSV), die Special Olympics World Winter Games 2017, des ÖFB-Cups sowie den Fußballverein First Vienna FC.
Seit 2012 ist das Unternehmen Sponsor des Österreichischen Handballbundes (ÖHB) und seit Anfang 2019 Sponsor der österreichischen Fußballnationalmannschaft.
Im Kultursponsoring unterstützt Uniqa die Albertina, das Belvedere, das Kunsthistorische und das Technische Museum Wien. Des Weiteren ist das Unternehmen Partner des Kinder- und Jugendprogramms der Salzburger Festspiele, sowie Sponsor des Grafenegg Festival.
Seit 2011 verwirklicht das Unternehmen in Zusammenarbeit mit der Österreichischen Arbeitsgemeinschaft für Rehabilitation, Dachorganisation der Behindertenverbände Österreichs, den Wettbewerb UNIKATE, um kreative und technische Lösungen für Menschen mit Behinderungen oder chronischen Erkrankungen zu finden.

## Kritik
Im Jahr 2002 wurde Uniqa ein Big Brother Award in der Kategorie Business und Finanzen verliehen, da beim Abschluss einer Krankenzusatzversicherung eine sehr weitgehende „Zustimmung zur Ermittlung, Übermittlung und Verwendung von Daten“ abverlangt wird. Die Versicherung kann die Daten bei Ärzten, Krankenhäusern, Sozialversicherungsträgern, Behörden und sonstigen Einrichtungen, die über den Gesundheitszustand des Versicherten etwas wissen könnten, ermitteln.
2015 erhielt Uniqa erneut einen Big Brother Award in der Kategorie Business und Finanzen, für das Produkt Uniqa Safeline und fahrprofilabhängige Versicherungstarife unter Nutzung von Telematikdaten.